# كوتاباتو
كوتاباتو (بالإنجليزية: Cotabato)‏ هي محافظة تقع في الفلبين في SOCCSKSARGEN. يقدر عدد سكانها بـ 1,226,508 نسمة ومساحتها 9,008.90 كم2 .